# Lapithák

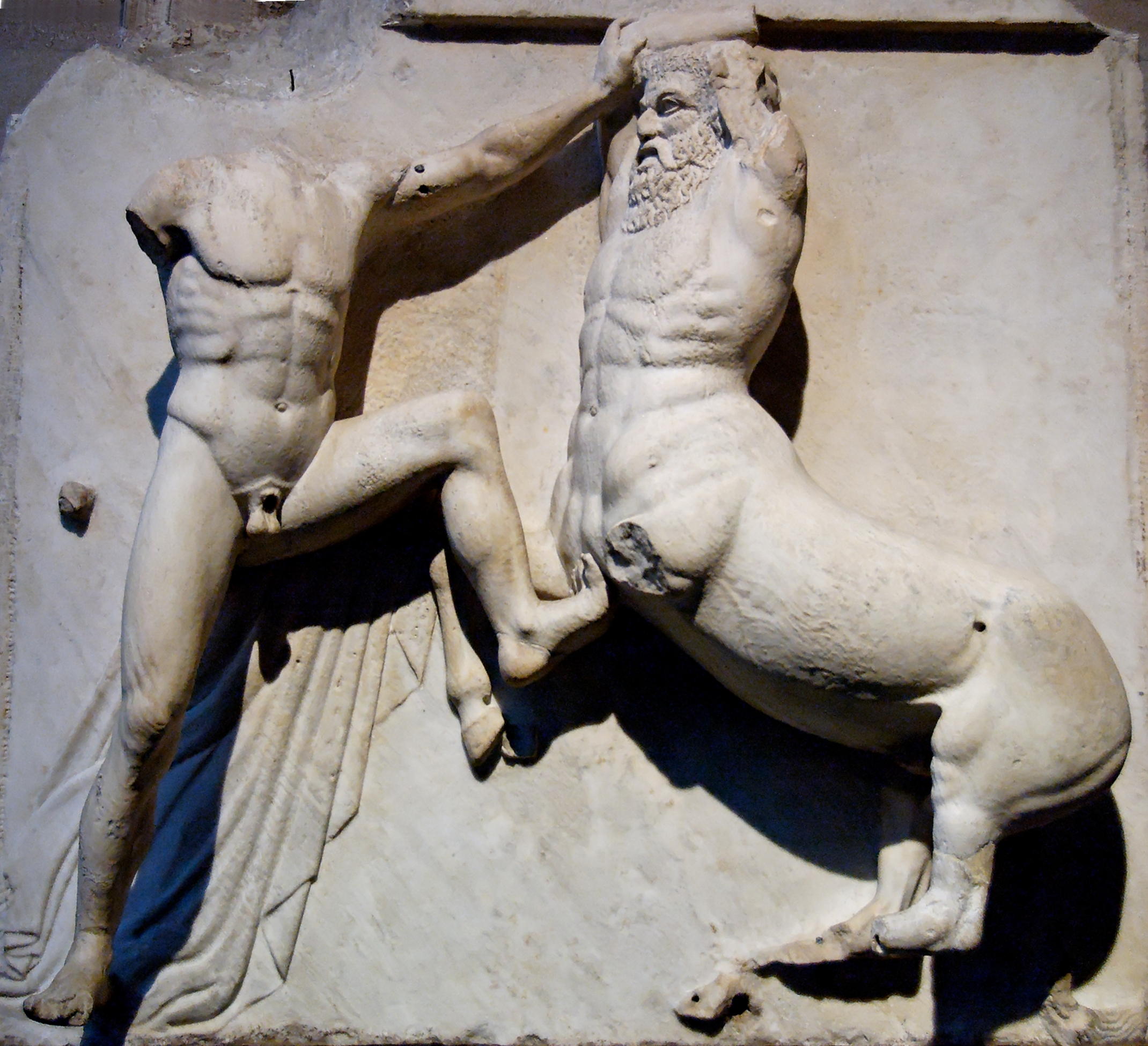
Egy lapitha és egy kentaur küzdelmét ábrázoló dombormű

A lapithák félig a mitológia, félig a történelem körébe tartozó thesszáliai nép, mely számos északi görög néptörzs legendáiban előfordul. Valószínűleg Thesszália őslakói voltak, kiknek természetes ellenségei a kentaurok, vagyis a Pélion-hegységről lefelé zuhogó számos hegyi patak démonjai.

## Külső hivatkozások (angol)
- Hellenic Tribes
- Greek Mythology Link (Carlos Parada) - Lapiths
- The battle painted on Greek vases
- Theoi Project